# 国家プロジェクト
国家プロジェクト（こっかプロジェクト）は、政治主導・行政主導により、新興分野・新規事業に投資（非経済的分野にも）される活動の俗称である。
日本では一般的には、国会の予算承認を得た大型プロジェクトに対し使われる呼称である。

## 概要
国家の繁栄、利潤確保を目的とし、民間では成し得にくい事業を主に取り扱う。事業内容は、インフラ整備、土木建築、宇宙開発、先端研究等多岐にわたる。
先端研究分野やインフラ整備へ先進的投資を行うことで国家経済に多くの利益をもたらす反面、多くの税金を投入してしまい、時に多大な損失を被る危険性もある。
日本で国家プロジェクトにあたる根拠法として、日本国憲法第八十五条や財政法第四条の二および第四条の三が考えられている。
時代や文脈により、国家の主体性が政府全体、内閣、特定の指導者に帰属する場合がある。
本ページでは、インフラ整備からイベントや経済政策、過去や海外の事例までを広義に扱う。

## 日本の主要な国家プロジェクトと考えられているもの

### 政治
- 大日本帝国憲法・日本国憲法

### 軍事
- 戦艦大和・戦艦武蔵の建造（兵器の開発）

### 教育
- 興亜工業大学（教育機関の設置）

### 公共事業
- 関門トンネル (山陽本線)
- 弾丸列車計画→東海道新幹線・山陽新幹線
- 青函トンネル
- 本州四国連絡橋
- 新東京国際空港
- 関西国際空港
- 中部国際空港
- 整備新幹線

### イベント
- 1964年東京オリンピック（イベントの開催）
- 2020年東京オリンピック
- 沖縄国際海洋博覧会

### その他
- テクノスーパーライナー（高速船の開発）

## 進行中のもの
- 国際宇宙ステーション日本実験棟きぼう（JEM）
- チーム・マイナス6%
- 中央新幹線
- 東日本大震災の復興
- 福島第一原子力発電所の廃炉
- 少子高齢化社会の対策
- 遠隔制御による遠隔医療の実現 - ムーンショット型研究開発制度の目標1-7、細胞内サイバネティック・アバターの遠隔制御によって見守られる社会の実現[1]および目標3-1-3、スマートロボットの福祉・医療への展開技術の構築[2]により推進している。
- 次世代電子計算機用大型集積回路開発プロジェクト
- 宇宙太陽光発電システム（SSPS） - 宇宙空間で太陽エネルギーを収集し、マイクロ波やレーザーで地球に送電する次世代エネルギー技術。1980年代から研究が始まり、JAXA（宇宙航空研究開発機構）が主導し、三菱重工業や一般財団法人宇宙システム開発利用推進機構（Japan Space Systems）などが協力。2015年にJAXAがマイクロ波送電の実証実験に成功し、技術的可能性を示した。2016年の宇宙基本計画に基づくロードマップでは2050年頃の実用化が目標とされたが、以降の改訂はなく進捗は不透明。再生可能エネルギーの安定供給と脱炭素化が期待される一方、巨額の建設費、軌道上での構造物組み立て、マイクロ波の安全性が課題とされる。一般には革新的と評価されるが、経済性や実現時期に懐疑的な意見もある。
- 量子コンピュータ - 量子コンピュータは、量子力学の原理を活用した次世代計算技術で、特定の問題において従来のスーパーコンピュータを凌駕する可能性を持つ。2010年代から世界的な研究競争が加速し、日本ではSIP第3期（2023年以降）の「先進的量子技術基盤の社会課題への応用促進」やムーンショット型研究開発制度の目標6「2050年までに誤り耐性型汎用量子コンピュータを実現[3]」を通じて、国家プロジェクトとして推進されている。文部科学省や理化学研究所（理研）、科学技術振興機構（JST）、量子科学技術研究開発機構（QST）、東京大学、企業では富士通やNECが関与し、量子ビットの実証実験やアルゴリズム開発を進めている。現在は基礎研究から初期実証段階にあり、暗号解読や創薬への応用が期待される一方、誤り訂正やスケーラビリティ、商用化の時期については不確実性が高い。一般には革新的と評価されるが、技術的ハードルやコストへの懸念も存在する。
- サイバーフィジカルシステム - サイバー空間（仮想世界）とフィジカル空間（現実世界）を高度に融合させたシステム。 米国立標準技術研究所（NIST）は、より詳細に「物理学と論理学の統合を通じて機能するように設計された、相互作用するデジタル、アナログ、物理、および人間のコンポーネントを含むシステム」と定義[4]。日本も同様の認識に基づき、「サイバー空間とフィジカル空間を高度に融合させたシステム」という定義を用いており、国家戦略である「Society 5.0」構想の中核技術として位置づける[5][6]。
- ペロブスカイト太陽電池 - 総額2兆円のグリーンイノベーション基金事業[7]の1つに採択されている（2024年度スタート[8][注釈 1]）。

### 医療福祉分野
- 超早期高精度診断機器
- 微小がん治療機器
- 幹細胞技術
- 生活支援ロボット

### 文科省
- 宇宙航空研究開発推進
- 環境問題向け地球観測衛星開発
- 原子力高速増殖炉サイクル
- 国際熱核融合実験炉
- 国際原子力人材育成
- 小型ロケット、超小型衛星技術開発
- 準天頂衛星システム「みちびき」
- 国際宇宙ステーション日本実験棟「きぼう」、同補給機HTV
- JAXA「はやぶさ」後継開発
- X線天文衛星
- 国産高性能旅客機研究開発

## 過去のもの
当初国家主導で進められ、その後民間実用化や社会実装支援へと役割が移行したプロジェクトも、国家プロジェクトの一環として扱われることがある。
- 奈良の大仏建立（8世紀）

- YS-11（1962-1973年） - 日本初の国産旅客機開発として通産省主導で進められたが、民間（日本航空機製造）に移管後、商業的には成功せず生産終了。

- 新幹線網の整備（1964年以降） - 国鉄主導で始まったが、民営化（JR化）後に運営が民間に移行し、国家プロジェクトとしての役割を終えた。

- 超高性能電子計算機プロジェクト - 通商産業省（当時）が1966年から1972年にかけて行った、国産コンピュータ開発プロジェクト。

- コンピュータ・コントロールド・ヴィークル・システム（1970年代） - 1960年代に生じたモータリゼーションの発達に伴う諸問題を解決する為の新交通システム計画の一つとして通商産業省（当時）と機械振興協会が中心となり1970年4月より基本計画策定に着手。

- 田中角栄の日本列島改造（1972年）

- 第五世代コンピュータプロジェクト（1982-1992年） - 通産省がAI技術の開発を目指したが、成果が民間に引き継がれつつも期待ほどの影響を残さず終了。

- RWCP（新情報処理開発機構）（Real World Computing Partnership）（1992年 - 2002年 ） - 通産省による国家10年プロジェクト。

- 次世代スーパーコンピュータ・プロジェクト（「京」「富岳」） - 文部科学省が主導し、理化学研究所と富士通が開発したスーパーコンピュータ「京」（2012年稼働開始）および「富岳」（2021年稼働開始）を指す国家プロジェクト。「京」は毎秒10ペタフロップス超の性能で当時世界最速を記録し、2019年に運用終了。「富岳」は442ペタフロップスの性能を誇り、気候シミュレーションやAI研究に活用されている。開発は終了したが、「富岳」は現在も稼働中で、ポスト富岳の検討が進行中。技術の一部は民間企業による商用化に移行しつつある。

- 情報大航海プロジェクト（2007年度-2009年度） - 経済産業省が2007年（平成19年）に立ち上げた日本の国産検索エンジン開発プロジェクト。長谷山美紀（北海道大学副学長、博士（工学））がチーフ技術アドバイザーを務めた。GoogleやYahoo!に依存しない検索技術の確立を目指し産学官56団体が参加。3年間の取り組みで約150億円の予算を投じたが、技術的な課題や市場の変化により失敗し、撤退に至った。このプロジェクトは、国家主導の技術開発の難しさを象徴する事例としても知られる[9]。

- 自動運転技術（2014-2022年） - 内閣府の戦略的イノベーション創造プログラム（SIP）において、「自動運転システム」が第1期（2014-2018年）および第2期（2018-2022年）の重点課題として設定され、交通安全やモビリティ革新を目指した国家プロジェクトとして推進された。産学官連携で高精度3Dマップや実証実験が進められ、2020年東京オリンピックでの活用も視野に入れられた。しかし、第3期（2023年以降）では、民間企業による実用化が進展したことや国家の優先課題の変化に伴い、重点課題から除外され、政府の役割は開発支援から社会実装支援へとシフトした[注釈 2]。例えば、ダイナミックマッププラットフォーム社（DMP社）が高精度地図を提供し、日産自動車の「ProPILOT 2.0」に採用されたほか、トヨタ自動車が「e-Palette」や「Advanced Drive」で商用化を進め、海外ではWaymoが自動運転タクシーを展開するなど、民間主導の実用化が加速している。

### 内閣主導
- 21世紀21の国家戦略プロジェクト[10] - 民主党の菅直人内閣発足直後の2010（平成22）年6月18日に閣議決定された新成長戦略の中で提唱。主なものを挙げる。
  - 再生可能エネルギー普及の急拡大
  - 環境未来都市構想
  - 森林林業再生
  - 国際医療交流（外国人患者受け入れ）
  - パッケージ型インフラの海外展開
  - 法人税の引き下げとアジア拠点化推進
  - グローバル人材育成、高度人材受け入れ
  - 知的財産標準化戦略
  - クールジャパンの海外展開
  - アジア太平洋自由貿易圏（FTAAP）構想と経済連携戦略
  - 観光立国、地域活性化
  - リーディング大学院構想
  - 幼保一体化
- アベノミクス - 第2次安倍内閣において掲げた一連の経済政策の俗称。2013年（平成25年）6月14日発表の「日本再興戦略[11]」で全体像が明示された。